# Pacific Wings

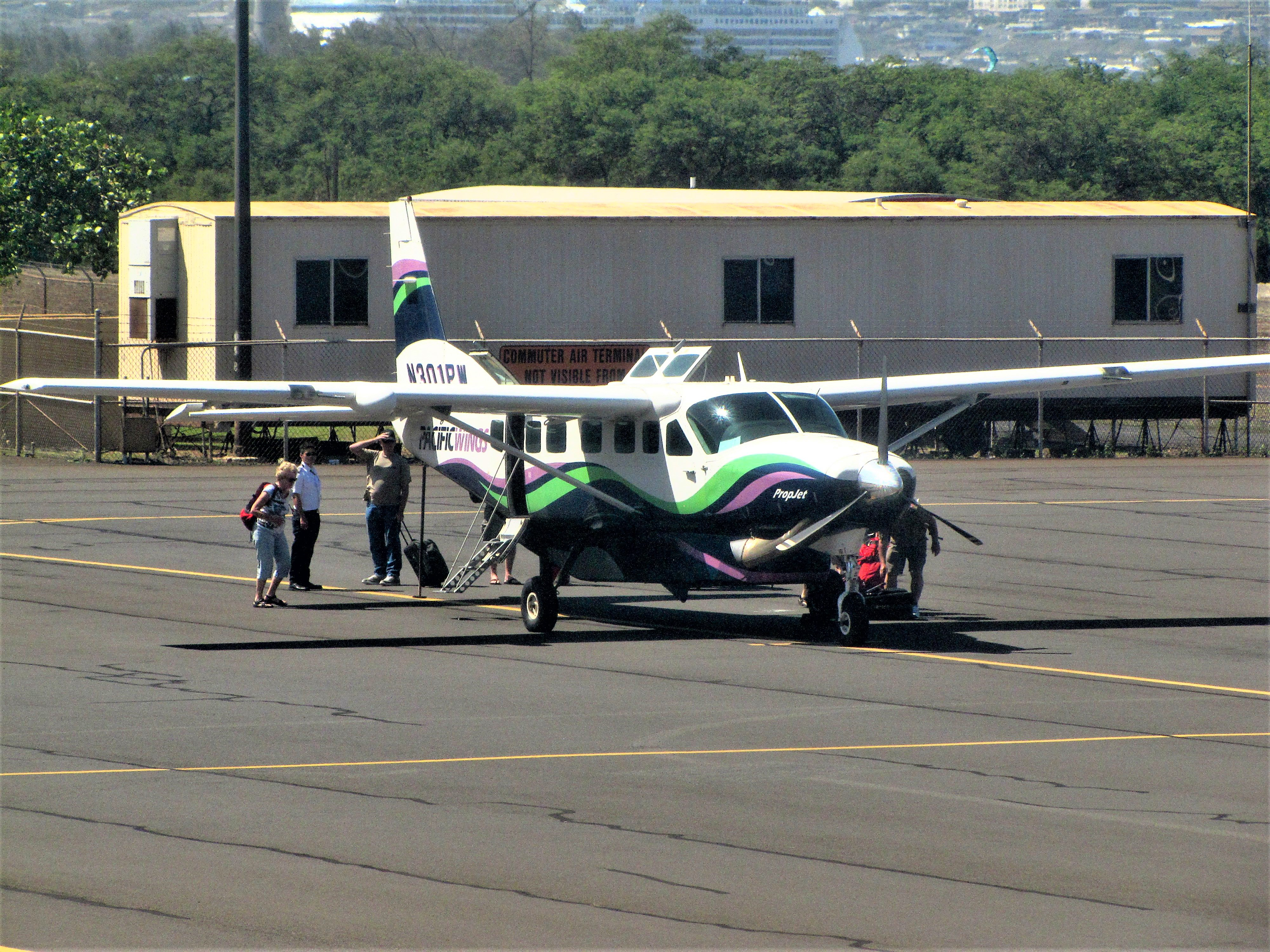
Een Cessna 208 van Pacific Wings

Pacific Wings Airlines was een Amerikaanse luchtvaartmaatschappij waarvan het hoofdkwartier in
Dallas stond. Het bedrijf voerde dagelijks meer dan 90 lokale lijnvluchten uit tussen de eilanden Maui, Oahu, Molokai en Big Island van Hawaï, en bood er ook VIP-charters aan. Zijn belangrijkste vliegveld was de luchthaven van Kahului. De luchtvloot bestond uit acht eenmotorige Cessna's van het type 208B Caravan.  De maatschappij ging in 2014 failliet.
Het bedrijf had twee dochterondernemingen, New Mexico Airlines en GeorgiaSkies, die in de betreffende Amerikaanse staten plaatselijke vluchten uitvoeren.